# Ramulus nematodes
Espèce
Ramulus nematodes est une espèce de phasmes de la famille des Phasmatidae, de la sous-famille des Phasmatinae, actuellement des Clitumninae. Elle est originaire de la région du détroit de Malacca (à l'époque de sa découverte faisant partie des Indes néerlandaises) et décrite par l'entomologiste hollandais Willem de Haan en 1842.

## Synonymes
Cuniculina electa Brunner von Wattenwyl, 1907
Cuniculina insueta Brunner von Wattenwyl, 1907
Baculum insuetum(Brunner von Wattenwyl, 1907)
Baculum malaccensis (Brunner von Wattenwyl, 1907)
Cuniculina malaccensis Brunner von Wattenwyl, 1907
Baculum valgus (Wood-Mason, 1877)
Hermagoras valgus (Wood-Mason, 1877)
Lonchodes valgus Wood-Mason, 1877
Cuniculina nematodes (Haan, 1842)
Baculum nematodes(Haan, 1842)
Clitumnus nematodes (Haan, 1842)
Lonchodes nematodes (Haan, 1842)
Phasma nematodes Haan, 1842